# Martin Ďurinda
Martin „Maťo“ Ďurinda (* 8. listopadu 1961) je slovenský zpěvák, skladatel, textař a kytarista hard rockové skupiny Tublatanka. Pochází z Bratislavy, kde i nyní žije.

## Životopis
V mládí měl ambice stát se hokejovým hráčem. Ve hře na kytaru a klavír je samoukem. Zpívat ho učila jeho matka Margita Ďurindová, která byla hlasovou pedagožkou na vysoké škole.
V letech 1977–1980 byl členem popové skupiny Nervy (Marián Greksa – baskytara, zpěv, J. Bodlák – kytara, zpěv; Martin Ďurinda – kytara, zpěv; Ján Fabrický – bicí; Andrej Šeban – kytara, klávesové nástroje, zpěv).
V roce 1982 se zapsal na Univerzitu Komenského, kde vystudoval farmacii. Během studia na vysoké škole se Martin Ďurinda setkal s Ďurem Černým a Palem Horváthem, se kterými založili rockovou skupinu s názvem „Tublat“ podle jména záporné postavy opičáka z románu Tarzan od Edgar Rice Burroughse, který později změnili na dosud používaný název Tublatanka. Této tříčlenné skupině, hrající tvrdou muziku, zprvu vystupující v lidových krojích psal texty Martin Sarvaš.